# Fritz Niemand (Admiral)
Fritz Niemand (* 27. Juli 1892 in Wilhelmshaven; † 12. Februar 1943 in Kiel) war ein deutscher Konteradmiral (Ing.) der Kriegsmarine.

## Leben
Fritz Niemand trat im Oktober 1911 in die Kaiserliche Marine ein. Später war er bis März 1915 auf der Rheinland, kam dann bis September 1915 an die Ingenieur- und Deckoffizierschule und erneut bis März 1916 auf die Rheinland. Bis Juli 1916 nahm er anschließend an einer Ausbildung an der U-Boots-Schule teil und wurde Leitender Ingenieur auf UB 27 und bis Kriegsende auf UB 118.  Zum 18. Juli 1918 wurde er Marine-Ingenieur im Range eines Leutnants zur See.
Nach dem Krieg wurde er in die Reichsmarine übernommen und hier am 1. April 1921 Oberleutnant zur See (Ing.). Am 1. Dezember 1924 folgte seine Beförderung zum Kapitänleutnant (Ing.). Am 1. Oktober 1931 zum Korvettenkapitän des Marineingenieurwesens (Ing.) befördert und war im gleichen Jahr Kraftfahroffizier der Marinestation der Ostsee in Kiel.
In der Kriegsmarine wurde er am 1. Januar 1936 Fregattenkapitän (Ing.) und war Vorstand im Ausrüstungsamt des Marinearsenals Kiel. Am 1. September 1941 wurde er Konteradmiral (Ing.).
Mit der Einrichtung der Kriegsmarinewerft Kiel im April 1939 übernahm er dort die Leitung des Ausrüstungsressorts. Von April 1940 bis November 1942 war er hier Direktor des Nachschubressorts. Ab Dezember 1942 war er bis zu seinem Tod zur Verfügung des Marineoberkommandos Ost gestellt.